# 有門大輔

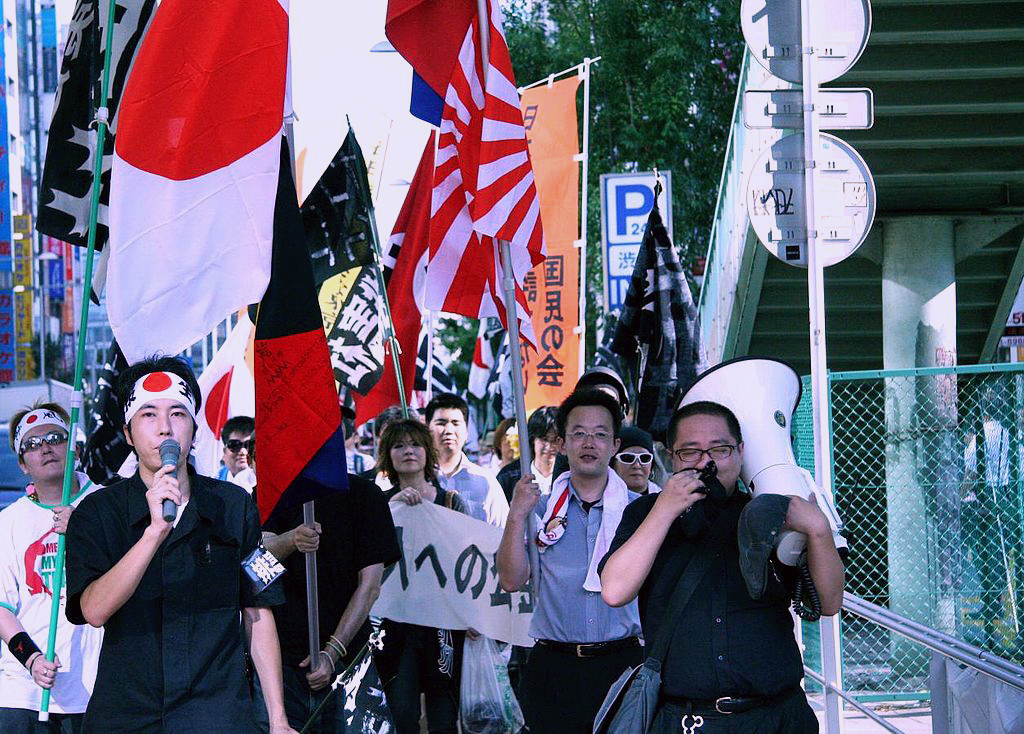
排害社のデモに参加する有門大輔（右から3番目、旭日旗を持つメガネの男性）

有門 大輔（ありかど だいすけ、1974年〈昭和49年〉 - ）は、日本の行動する保守系活動家。独身。2003年から2016年まで特定非営利活動法人「外国人犯罪追放運動」の理事長。維新政党・新風で東京都本部広報委員長を務めた。

## 経歴
大阪府八尾市出身。浪速工業高等学校（現星翔高等学校）卒業。エレベーターの保守管理会社、警備会社などに勤めた後に21歳で上京した
幼少の頃より将来は国を守る人物になることを望み、子供の頃に憧れていた職業は警察官、自衛官であった。
青年時代以降国家社会主義者の瀬戸弘幸を師と仰ぎ深い関わりを持っており、20代の大部分を瀬戸と生活を共にした。外国人に対しては厳しい概念を持っており、不良外国人はもちろんのこと外国人労働者も日本には不必要であるとしている。
平成16年（2004年）に自らを代表とする外国人犯罪追放運動をNPO法人として発足させる。
平成21年（2009年）9月23日に小川頼宣、白川勝彦、黒田大輔らとともに東京都内の屋形船で「自公壊滅戦勝祝賀会」に参加した。
同年、有門のブログ内で洋食店パトラッシュを犬食を扱う店と誤解し、小規模ながら某掲示板などで騒動を巻き起こした。
平成22年（2010年）9月まで在日特権を許さない市民の会（在特会）の会員であった。退会以降も在特会とは共闘している。（他の保守系団体とも共闘している）オークラ出版の『撃論ムック』に執筆していたこともある。
平成23年（2011年）7月に発生したノルウェー連続テロ事件の犯人を支持すると共に、日本でパチンコや拉致問題などといった行為に加担する在日勢力の問題を関連付けて考えるように呼びかけている。
平成26年（2014年）1月19日には、埼玉県で外国人の入国禁止を訴えると共にヘイトスピーチを推奨したデモ活動を主催した。このデモ活動の告知文には「言いたい放題、書きたい放題」とされており、ナチスを賛美する文章まで含まれている。当日には約30名が参加し、参加者はハーケンクロイツを掲げた。
中国人が増加する池袋や集合住宅では「外国人排斥」を訴えている。また中国の事を「支那」と称している。
主張としては、徹底的な排外主義と近代社会への批判を行っている。行動する保守系の中でも異例な事に。海外進出を図った明治以降の体制をも批判しており、鎖国を行っていた江戸時代への回帰を訴えている。また近年は、ナチスドイツの賛美を行い始めている。
2016年に埼玉県川口市に転居（それまでは台東区民）。それに伴い、有門が運営していた「ＮＰＯ法人 外国人犯罪追放運動」がNPO法人としての地位を失って解散する。